# 阿史那吐務
阿史那吐務，阿史那氏，他是汗國奠基人土門和室點密兄弟之父。
他的生平歷史沒記錄，只知他是部落的大葉護，父親阿賢設時部落為柔然征服，其餘一無所知。

## 家族
- 高祖父：伊質泥師都，传说狼母所生
  - 曾祖父：訥都六設，伊質泥師都长子
    - 祖父：阿史那，訥都六設小妻之子，年龄最幼
      - 父：阿賢設，率部落出于穴中，臣于柔然
        - 吐務（大葉護）
          - 儿子：土门
          - 儿子：室点密